# Grebenbach
Der Grebenbach ist ein 7,5 km langer Bach im österreichischen Bundesland Vorarlberg und rechter Zufluss zur Bregenzer Ach.
Er liegt politisch zur Gänze in der Marktgemeinde Bezau im Bezirk Bregenz und geographisch im Bregenzerwaldgebirge und trennt die beiden Untergruppen Winterstaudenkamm und Hinteregger Grat.

## Geographie

### Verlauf
Das Stonger Moos ist ein Feuchtgebiet westlich des Schreiberesattels. Es ist als Biotop ausgewiesen, eine Besonderheit hier ist das Vorkommen von Erdkröten. Unterhalb dieses Moorgebiets beginnt offiziell der Grebenbach. Tatsächlich beginnt ein kleiner Bach bereits direkt unter dem Schreiberesattel, fließt an der Schreiberealpe vorbei und mäandert durch das Moor. Mit diesem Ursprungsbach hat der Grebenbach über 9 km Länge.
Im Bereich des Stonger Mooses ist das Tal breit und flach, danach bildet der Bach ein steiles Tobel, das Grebentobel. Etwa 2 km sind völlig unerschlossen, da gibt es keine Wanderwege und keine Forstwege.
Die letzten 3,5 km fließt der Bach im flachen Becken von Bezau. Er läuft direkt vorbei an der Talstation der Seilbahn Bezau und durch den Ortsteil Greben. Hier befindet sich das Biotop Grebauer Moos, das 2006 regeneriert wurde. Die Mündung liegt in der Bezauer Industriezone Wilbinger, direkt nach der Eisenbahnbrücke der Bregenzerwälderbahn und der Straßenbrücke mit der Ortseinfahrt nach Bezau. Rechts neben der Mündung liegt eine Kläranlage.

### Einzugsgebiet
Das 11,49 km² große Einzugsgebiet des Grebenbachs liegt im Bregenzerwaldgebirge und wird über die Bregenzer Ach und den Rhein zur Nordsee entwässert.  Umgrenzt wird es von der Hinteren Niedere, der Winterstaude, dem Schreiberesattel, dem Luguntenkopf, dem Hälekopf, der Bizegg und dem Bezauer Känzele.

### Nebenbäche
Es gibt nur zwei namentlich benannte Zuflüsse:
- Wildmoosbach von rechts, 2,1 km
- Rimsbach von links, 3,5 km[1]

## Galerie

Der Grebenbach
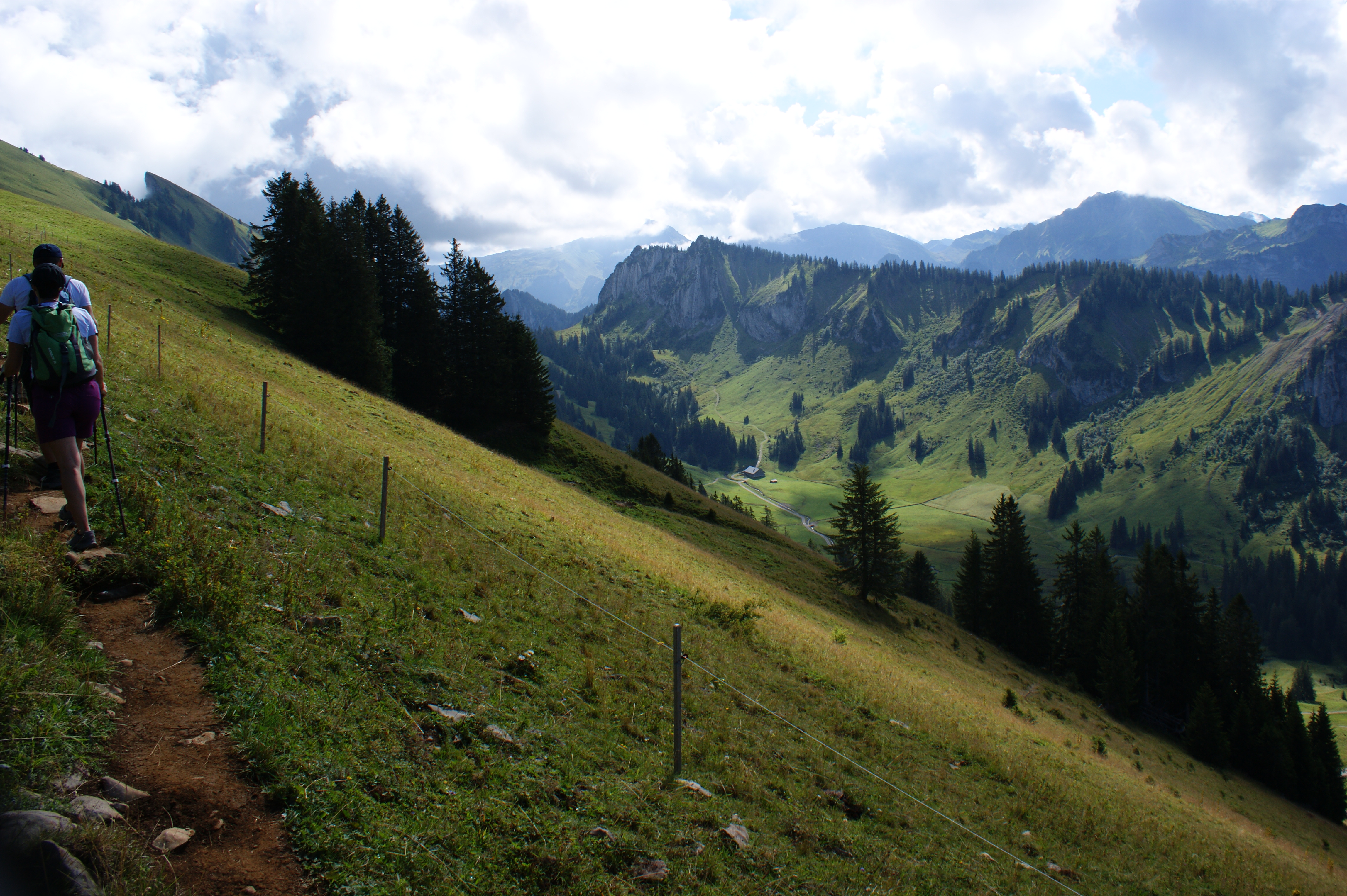
Quellgebiet und Tal des Grebenbachs
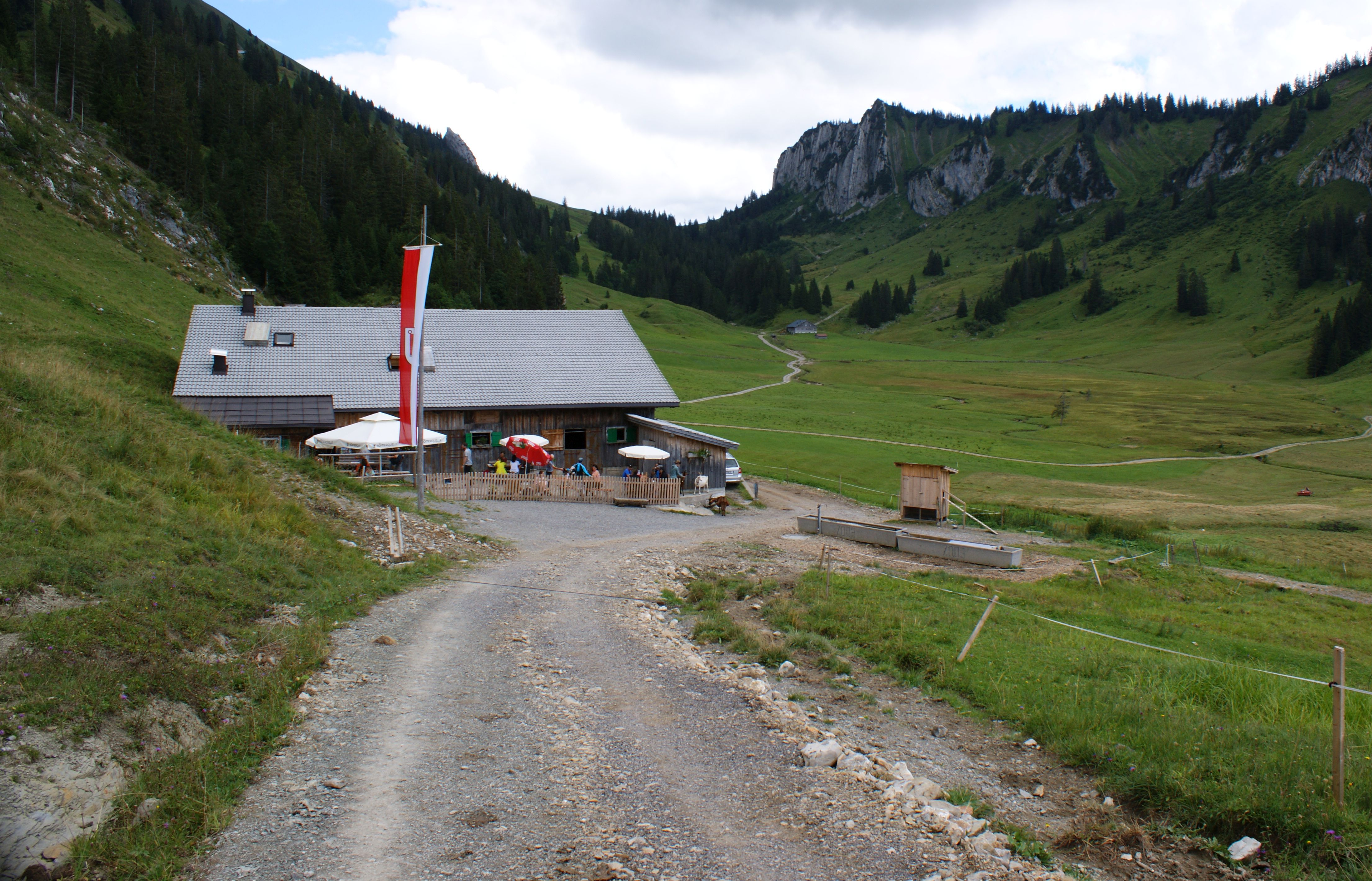
Alpe Stongen, Stonger Moos mit dem mäandernden Bach, Schreiberealpe, Schreiberepass und Luguntenkopf im Hintergrund
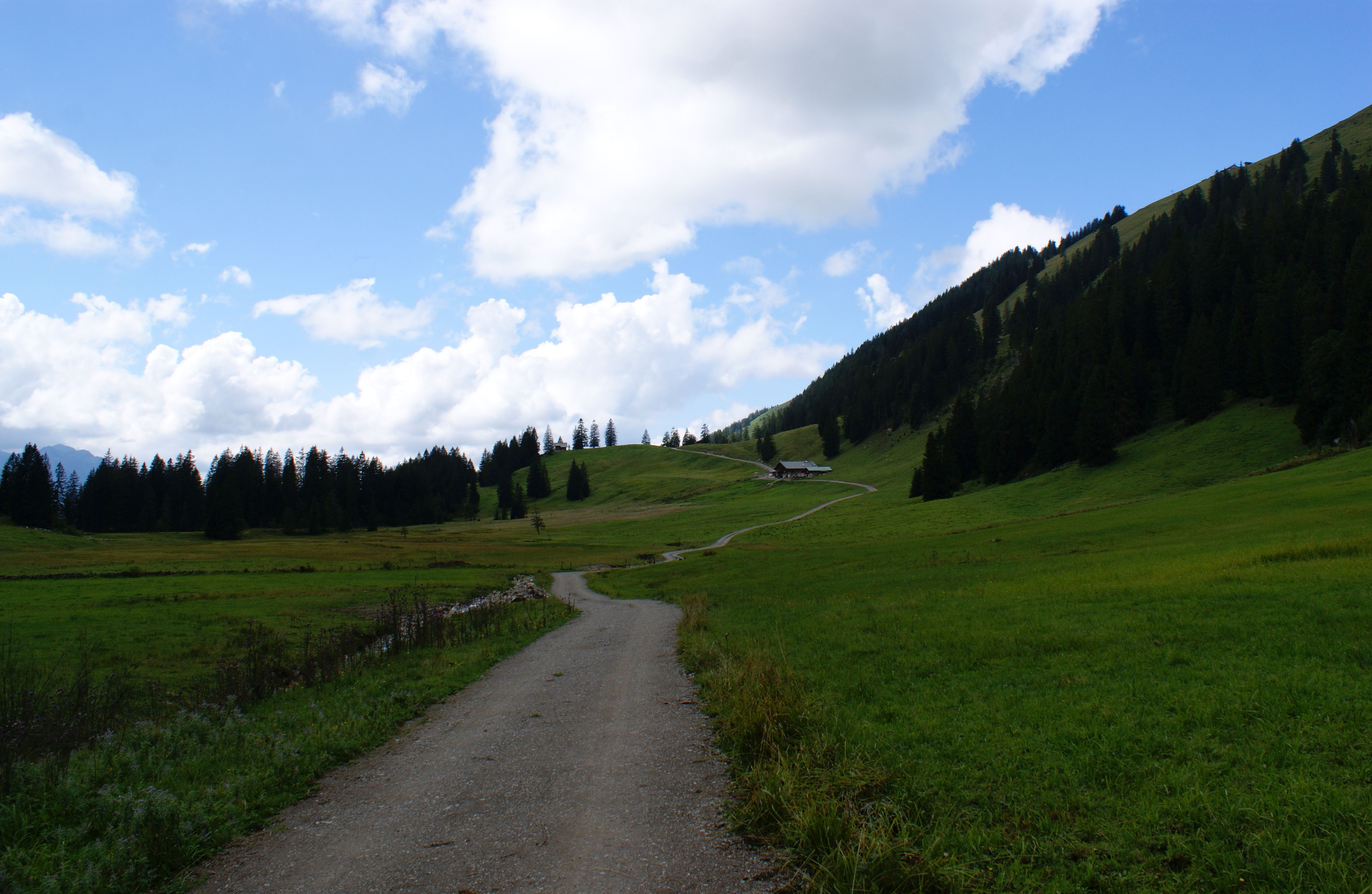
Links neben dem Weg der Quellbach, Stongen Moos, links hinten beim Wald beginnt das Grebentobel